# Dacia Lodgy
Dacia Lodgy este un monovolum compact construit de către producătorul român Dacia, lansat oficial la Salonul Auto de la Geneva din 2012.
Lodgy este un automobil cu tracțiune față și este propulsat de o gamă de motoare cu patru cilindri: un motor diesel de 1,5 l, oferit cu 2 versiuni de putere, și două pe benzină de 1,6 l și 1.2 Tce. Autoturismul va fi disponibil numai cu volan pe partea stângă, cu modele de 5 și 7 locuri.
Dacia a lansat modelul Lodgy Stepway alături de Dokker Stepway la Salonul Auto de la Paris din 2014, un model crossover inspirat de Sandero Stepway.

## Lodgy Glace
În noiembrie 2011, Dacia a anunțat că va lua parte la Trofeul Andros pentru a atrage atenția asupra viitorului său model. Spre deosebire de versiunea de producție, Lodgy Glace este alimentată de un motor V6 de 3,0 litri care produce 355 CP și un cuplu de 359 N·m. Două unități construite au fost pilotate de tatăl Alain Prost și fiul Nicolas Prost. Prima cursă la care au participat a avut loc la Val Thorens, în decembrie 2011.